# Könsdrift
| Könsdrift |
| --- |
| - Betydelse – varaktigt intresse av sexuell aktivitet - Mål – sexuell njutning, fortplantning - Relaterade begrepp – libido (psykiskt sexuell drivkraft eller energi enligt psykoanalytiskt tänkande), sexlust (tillfällig lust till sexuell aktivitet) |

Könsdrift (latin: libido sexualis, nisus sexualis) är en varaktig lust till en sexuell aktivitet. Det leder ofta till intresse för samlag eller parningsakt hos människor och andra djur, liksom till onani. Hos djur med sexuell förökning är könsdriften för ett av eller båda könen vanligen knuten till brunstperioder (löpning eller lektid). En variant av könsdriften kan beskrivas som libido, och skilt från dessa är den mer kortvariga sexlusten.

## Olika djur

### Människan
Könsdriften är ett mer stadigvarande intresse för sexuella aktiviteter. Den förstärks av könshormoner och är starkare under tiden en person är fertil. Denna drift ska skiljas från sexlusten – en tillfällig önskan till sexuell aktivitet.
Människans fysiska och psykiska vilja att ha sexuellt umgänge utvecklas mer påtagligt i puberteten, då könsorganens form börjar anta en vuxen, adult, mognad. Ungdomarna börjar då mer påtagligt tänka på sig själva i sexuella relationer och reagera med sexuella känslor inför andra, efter ett ofta mindre uttalat sexuellt intresse under den tidigare barndomen.
För pojkarna är det mest fysiskt påtagliga primärt de nattliga pollutionerna, utlösningarna, och mer eller mindre svårt kontrollerbara erektioner. För flickorna, vars hormonella påverkan är en cyklisk process med menstruationen som den tydligaste förändringen, är perioden runt ägglossningen ofta förknippad med sexuella drömmar och fysiska reaktioner nära orgasm.

### Andra djur
Hos de flesta djur är könsdriften och sexlusten koncentrerad till perioder runt ägglossningen, då honan är som mest fertil. Denna tid kan benämns löptid hos hundar och brunst hos många andra djur. Under brunsttiden söker hanar och honor upp varandra, för kontakt- och parningsceremonier där lämpliga partners väljs ut.
Vissa djur – inklusive bonobo – har en könsdrift som inte är tidsbunden. Där kan sexuella handlingar utföras både av rent sexuella och mer allmänt sociala orsaker.

## Etymologi
Ordet könsdrift finns i svensk skrift sedan 1810. Den syftade i äldre texter generellt till "drift eller begär efter könsumgänge". Man kunde i 1800-talstexter bland annat tala om "stegrad, förminskad eller upphäfd könsdrift",